# Hans Christian Branner
Hans Christian Branner (Ordrup, 23 giugno 1903 – Copenaghen, 24 aprile 1966) è stato uno scrittore danese.
La sua produzione narrativa riflette la crisi dello smarrimento degli anni della guerra e del dopoguerra: Tra poco ce ne andremo (1939), La storia di Borge (1942), Due minuti di silenzio (1944), Il cavaliere (1949). Nei suoi drammi si avvertono influenze di James Joyce, Sigmund Freud, Henrik Ibsen, e in particolare dell'esistenzialismo degli anni cinquanta (Una recita sull'amore e sulla morte, 1960).

## Opere
- Legetøj, romanzo, 1936
- Barnet leger ved stranden, romanzo, 1937
- Om lidt er vi borte, novella, 1939
- Drømmen om en kvinde, romanzo, 1941
- Historien om Børge, 1942
- To minutters stilhed, novella, 1944
- Angst, 1947
- Rytteren, romanzo, 1949
- Søskende, 1952
- Ingen kender natten, romanzo, 1955
- Ariel, 1963